# 48. pr. Kr.
◄ | 2. stoljeće pr. Kr. | 1. stoljeće pr. Kr. | 1. stoljeće | ►
◄ | 70-ih pr. Kr. | 60-ih pr. Kr. | 50-ih pr. Kr. | 40-ih pr. Kr. | 30-ih pr. Kr. | 20-ih pr. Kr. | 10-ih pr. Kr. | ►
◄◄ | ◄ | 51. pr. Kr. | 50. pr. Kr. | 49. pr. Kr. | 48 pr. Kr. | 47. pr. Kr. | 46. pr. Kr. | 45. pr. Kr. | ► | ►►
Astronomija

## Događaji
- Cezar pobjeđuje Pompejeve pristalice u bitki kod Ilerde u Španjolskoj, proglašen je za diktatora poslije povratka u Rim, a u bitki kod Farsala, pobjeđuje Pompeja koji bježi u Egipat. Također vraća grad Promonu Liburnima
- Bitka kod Synodiuma- Dalmati su anulirali Gabinijeve snage. Sam Gabinije je jedva uspio pobjeći u Salonu

## Smrti
- 29. rujna – Pompej Veliki, rimski vojskovođa i trijumvir (* 106. pr. Kr.)